# سیارک ۶۶۴۳
سیارک ۶۶۴۳ (به انگلیسی: 6643 Morikubo، نامگذاری:1990VZ) شش هزار و ششصد و چهل و سومین سیارک کشف شده‌است که در ۷ نوامبر ۱۹۹۰ کشف شد.
قدر مطلق سیارک برابر ۱۲٫۴۰ است.